# Roland Meier
Roland Meier (* 22. November 1967 in Dällikon) ist ein ehemaliger Schweizer Radrennfahrer.

## Sportliche Laufbahn
Meier gewann als Amateursportler 1990 eine Etappe der Ronde de l’Isard und 1993 eine Etappe Tour du Vaucluse. Ausserdem wurde er 1993 Schweizer Amateurmeister im Strassenrennen.
Nachdem Meier zum Saisonende 1993 beim niederländischen Radsportteam TVM als Stagiaire fuhr, begann er 1994 in dieser Mannschaft seine Karriere als Profisportler 1993. Er wurde 1995 Schweizer Meister im Einzelzeitfahren. Erste wichtige Platzierungen gelangen Meier 1997 beim Post Swiss Team, für das er u. a. bei der Tour de Suisse den fünften Gesamtrang belegte.
Die erfolgreichste Zeit als Radsportler verbrachte Meier von 1998 bis 2000 bei der Équipe Cofidis. Nachdem er die Tour de Romandie 1998 als Fünfter beendet hatte, bestritt er mit 30 Jahren zum ersten Mal die Tour de France als Helfer seines Kapitäns Francesco Casagrande. Diese von der Festina-Affäre überschatteten Tour de France 1998 wurde zum grössten Erfolg seiner Karriere. Er wurde auf der 11. Etappe zum Plateau de Beille in den Pyrenäen nach langer Flucht Tageszweiter hinter dem späteren Gesamtsieger Marco Pantani, obwohl er spektakulär über eine Leitplanke stürzte. Er beendete die Rundfahrt als Gesamtsiebter und gewann mit Cofidis die Teamwertung. Zu bemerken ist allerdings, dass Meier ebenso wie drei seiner Teamkollegen auf einer elfköpfigen Liste von Fahrern erscheint, die aufgrund von Nachtests dieser Tour de France vom französischen Senat als dopingverdächtig angesehen wurden.
Zur Saison 2001 wechselte Meier zum neuen deutschen GS1-Team Coast, wo er keine Erfolge mehr erzielen konnte. In die Annalen der Radsportgeschichte ging Meier in diesem aber wegen eines Dopingfalls ein. Er war 2001 der erste Rennfahrer, der mittels EPO-Nachweises im Urin – bei der Flèche Wallonne – überführt und rechtskräftig verurteilt wurde. Anschliessend beendete er seine Laufbahn als Aktiver.

## Palmarès
1990
- eine Etappe Ronde de l’Isard

1993
- eine Etappe Tour du Vaucluse
- Schweizer Meister – Strassenrennen (Amateure)

1995
- Schweizer Meister – Einzelzeitfahren

1997
- eine Etappe Grand Prix Guillaume Tell

## Grand-Tour-Platzierungen
| Grand Tour            | 1994 | 1995 | 1996 | 1997 | 1998 | 1999 | 2000 | 2001 |
| --------------------- | ---- | ---- | ---- | ---- | ---- | ---- | ---- | ---- |
| Giro d’ItaliaGiro     | –    | DNF  | –    | –    | –    | –    | –    | –    |
| Tour de FranceTour    | –    | –    | –    | –    | 7    | 15   | 44   | –    |
| Vuelta a EspañaVuelta | 100  | 108  | –    | –    | –    | DNF  | –    | –    |

## Teams
- 1994–1995: TVM
- 1996: PMU Romand-Bepsa
- 1997: Post Swiss Team
- 1998–2000: Cofidis
- 2001: Team Coast